# Bispezifischer Antikörper
Ein bispezifischer Antikörper (Abkürzung: BsMAb von englisch bispecific monoclonal antibody), auch als Hybrid-Antikörper bezeichnet, ist ein Immunkonjugat, das aus Bestandteilen von zwei unterschiedlichen monoklonalen Antikörpern aufgebaut ist. Bispezifische Antikörper sind ein potenzielles Therapiekonzept in der Krebsimmuntherapie und Gegenstand von klinischen Studien.

## Aufbau und Wirkungsmechanismus

Schematische Darstellung verschiedener Antikörper und Antikörper-Fragmente. Von den sechs dargestellten Varianten sind Quadroma, chemisch gekoppelte Fab und BiTE bispezifische Antikörper.

Wirkungsmechanismus eines bispezifischen Antikörpers am Beispiel eines BiTE-Antikörpers.

Ein bispezifischer Antikörper der ersten Generation – auch als Quadroma bezeichnet – besteht aus je einer schweren und einer leichten Kette zweier unterschiedlicher monoklonaler Antikörper. Die beiden Arme des Antikörpers sind dabei gegen jeweils andere Antigene gerichtet. Der Fc-Teil (der „Fuß“ des Antikörpers) wird gemeinsam aus den beiden schweren Ketten der Antikörper gebildet und stellt die dritte Bindungsstelle des bispezifischen Antikörpers dar.
Durch diesen Aufbau ist es beispielsweise möglich das Paratop eines gegen ein Tumorantigen gerichteten Antikörpers und das Paratop eines anderen gegen ein Lymphozyten-Antigen gerichteten Antikörpers, auf je einem Arm des bispezifischen Antikörpers zu platzieren. Bei diesem Beispiel ist es dann möglich, dass der Antikörper an eine Tumorzelle mit dem entsprechenden Tumorantigen und an einen Lymphozyten bindet. Über den Fc-Abschnitt des bispezifischen Antikörpers können dann noch antigenpräsentierende Zellen wie beispielsweise B-Zellen oder Makrophagen binden und einen Drei-Zell-Komplex bilden. Durch diesen Drei-Zell-Komplex ergibt sich im Regelfall eine verbesserte Aktivierung der körpereigenen Immunzellen gegenüber den Tumorzellen.
Von diesem Aufbau weichen die bispezifischen Antikörper der neueren Generation ab. Sie können aus zwei scFv-Fragmenten (Fragmente monoklonaler Antikörper) aufgebaut sein. Beispielsweise kann so ein auf das Antigen CD3 ausgerichteter Antikörper mit dem zweiten Paratop, mit geringerer Affinität, auch an T-Zellen binden und erst im Fall der Bindung an die Tumorzelle mit dem CD3-Antigen, die T-Zelle aktivieren. Man spricht in diesen Fällen von bispezifischen Antikörpern zur Rekrutierung von Effektorzellen. Dieses Konzept wird „BiTE“ (engl.: bispecific T-cell engager) genannt.

## Vorteile gegenüber monoklonalen Antikörpern
Wird ein Paratop gegen T-Zellen gerichtet, so können auch diese Zellen aktiviert werden. Mit normalen monoklonalen Antikörpern ist dies nicht möglich, da T-Zellen über keine Fc-Rezeptoren verfügen. Bispezifische Antikörper weisen darüber hinaus ein höheres zytotoxisches Potenzial auf. Sie binden auch an Antigene, die relativ schwach exprimiert werden. Die notwendige Dosis pro Patient liegt im Bereich von 0,01 mg·m−2·d−1 und ist um mehrere Größenordnungen niedriger als bei monoklonalen Antikörpern.

## Herstellung
Bispezifische Antikörper kommen in normalen Lebewesen nicht vor, weshalb sie künstlich hergestellt werden müssen. Die ersten Konzepte für bispezifische Antikörper stammen aus der Mitte der 1980er Jahre. In der Folge wurden die ersten bispezifischen Antikörper in extrem aufwändiger Weise hergestellt, was die Weiterentwicklung dieses Konzeptes für viele Jahre erheblich einschränkte. Eines der Verfahren ist die Fusion von zwei Hybridomen mit der Hybridom-Technik (Quadroma-Technik). Eine andere Variante ist die chemische Kopplung zweier Antikörper oder Antikörper-Fragmente.
Mit Hilfe gentechnischer Verfahren ist die Synthese auch von größeren Mengen bispezifischer Antikörper für therapeutische Anwendungen mittlerweile möglich. Insbesondere die rekombinante Herstellung bispezifischer Antikörper aus Antikörperfragmenten ist das gegenwärtig etablierte Herstellungsverfahren. Ein BiTE-Antikörper kann über vier codierende Gene zu einem einzelnen Protein mit ungefähr 55 kDa molarer Masse rekombinant hergestellt werden.

## Entwicklungsstatus
Die klinischen Ergebnisse mit der ersten Generation bispezifischer Antikörper konnten die anfänglichen Erwartungen nicht erfüllen. Ursache hierfür waren die geringe Wirksamkeit – unter anderem wegen einer sehr kurzen Plasmahalbwertszeit der Hybrid-Antikörper – und deren Immunogenität. Die Quadroma-Antikörper zeigten in ersten klinischen Studien bei einem Teil der Patienten einen therapeutischen Effekt. Die Immunogenität – bedingt durch die murinen Bestandteile des bispezifischen Antikörpers – führte allerdings zu einer Humanen-Anti-Maus-Antikörper-Antwort, mit der Ausschüttung von HABA (human-anti-bispecific antibodies). Dies schloss eine längere Behandlung mit bispezifischen Antikörpern aus. Außerdem bewirkte der Fc-Teil der Quadroma-Antikörper eine Kreuzvernetzung mit verschiedenen Fc-Rezeptoren, wodurch es zu einer stark erhöhten Freisetzung von Zytokinen und dadurch bedingt zu heftigen Nebenwirkungen kam.
Bessere Ergebnisse – mit weniger Nebenwirkungen – konnten bei chemisch miteinander verbundenen bispezifischen Fab-Fragmenten erzielt werden. Die klinischen Studien verliefen recht vielversprechend. Das aufwändige und dadurch sehr kostspielige Herstellungsverfahren führte letztlich dazu, dass keine umfangreicheren klinischen Studien (Phase III) durchgeführt wurden. Das Interesse am Konzept der bispezifischen Antikörper ließ in der Folgezeit merklich nach.

## Vertreter
Durch die Entwicklung des BiTE-Konzeptes ist das Interesse an bispezifischen Antikörpern in den letzten Jahren wieder erheblich gestiegen.
- 2009 wurde der erste in Hybridom-Technik hergestellte bispezifische Antikörper für die Anwendung beim Menschen zugelassen, und zwar Catumaxomab für die Behandlung der bösartigen Bauchwassersucht.[29]
- In der EU zugelassen ist seit November 2015 Blinatumomab (Blincyto) der Firma Amgen, ein Antikörper der gegen CD3 und CD19 gerichtet ist. Er wird bei Patienten in späten Phasen des Non-Hodgkin-Lymphoms[7] und bei Patienten mit akuter lymphoblastischer Leukämie der B-Zellreihe (B-ALL) eingesetzt.[30]
- Emicizumab (Hemblibra) der Firma Roche, zur Behandlung der Hämophilie A (mit Inhibitoren).[31][32] Emicizumab wurde im November 2017 seitens der FDA zugelassen.[33] Die Zulassung für Europa erfolgte im März 2019.[34][35]
- Solitomab (MT110) der Firma Amgen ist ein experimenteller BiTE-Antikörper, d. h. er befindet sich noch in der klinischen Entwicklung . Er ist gerichtet gegen die Antigene CD3 und EpCAM (engl.: epithelial cell adhesion molecule) und soll gegen das Bronchialkarzinom und gastrointestinale Krebserkrankungen wirksam sein.[6][36][37][38][39] Ob MT110 noch weiterverfolgt wird, ist fraglich, da er auf der Pipeline Website von Amgen nicht mehr gelistet wird.[40]